# Vanuatu
Republica Vanuatu este o țară insulară situată în Oceania. Arhipelagul se află la 1.750 km distanță de Australia.

## Istorie

### Înainte de sosirea europenilor
Melanezienii au locuit pe insulele care alcătuiesc în prezent Vanuatu încă din anul 1300 î.Hr.

### Sosirea europenilor (1606-1906)
În anul 1606 a sosit în arhipeleag primul alb: exploratorul portughez Pedro de Queirós. Europenii nu s-au întors decât în 1768, atunci când exploratorul francez  Louis Antoine de Bougainville a acostat pe insula Ambae. În iulie-septembrie 1774 insulele au fost explorate de britanicul James Cook, care le-a numit New Hebrides (Noile Hebride).

### Era colonială (1906–1980)
În 1906, Franța și Marea Britanie au început să administreze în comun insulele.

### Independența (1980-prezent)
Noile Hebride, redenumite acum Vanuatu, și-au căpătat independența la 30 iulie 1980, sub prim-ministrul Walter Hadye Lin̄i.

## Geografie
Lanțul de insule care intră în componența acestui stat, situat la nord - est de Noua Caledonie, se întinde pe o distanță de aproximativ 800 km. Cele mai mari dintre cele treisprezece insule principale ale arhipelagului sunt Espiritu Santo (4.900 km²), Malekula (2.023 km²), Efate (923 km²) și Erromango (894 km). În afară de acestea, Vanuatu mai dispune de aproximativ 70 de insule mai mici. Arhipelagul își datorează existența vulcanilor (în vecinătatea sa, au fost descoperite chiar două conuri submarine).

## Clima
Clima este tropicală și subtropicală umedă, cu temperaturi medii multianuale de +27 °C în ianuarie și +23 °C în august. Cantitatea medie multianuală de precipitații este între 1.500 și 2.500 mm.

## Patrimoniu mondial UNESCO
Domeniul șefului de trib Roi Mata a fost înscris în anul 2008 pe lista patrimoniului mondial UNESCO.